# Scott Nichol
Scott B. Nichol (* 31. Dezember 1974 in Edmonton, Alberta) ist ein ehemaliger kanadischer Eishockeyspieler und derzeitiger -funktionär, der während im verlauf seiner aktiven Karriere zwischen 1992 und 2013 unter anderem 711 Spiele für die Buffalo Sabres, Calgary Flames, Chicago Blackhawks, Nashville Predators, San Jose Sharks und St. Louis Blues in der National Hockey League auf der Position des Centers bestritten hat. Seinen größten Karriereerfolg feierte Nichol jedoch in Diensten der Rochester Americans mit dem Gewinn des Calder Cups der American Hockey League im Jahr 1996. Seit seinem Karriereende im Jahr 2013 ist Nichol als Director of Player Development bei den Nashville Predators tätig.

## Karriere
Nichol spielte als Jugendlicher in der Saison 1991/92 zunächst für die Calgary AAA Flames in der Alberta Midget Hockey League, ehe er im Sommer 1992 in die höherklassige Western Hockey League wechselte. Dort schloss er sich den Portland Winter Hawks an. Der Stürmer verblieb insgesamt zwei Spielzeiten in Portland und wurde nach dem ersten Jahr in der Liga – trotz seiner für einen Eishockeyspieler geringen Körpergröße von 1,73 Metern – im NHL Entry Draft 1993 in der elften Runde an 272. Stelle von den Buffalo Sabres ausgewählt. Zuvor hatte Nichol mit den Winter Hawks das Finale um die WHL-Meisterschaft im siebten Spiel gegen die Swift Current Broncos verloren. Auch im folgenden Spieljahr erreichte das Team souverän die Playoffs, konnte den Meisterschaftsgewinn nach dem Ausscheiden im Halbfinale dennoch nicht verwirklichen. Der Center sammelte in den zwei Spielzeiten in insgesamt 158 Partien 184 Scorerpunkte sowie 347 Strafminuten.
Nach der Saison 1993/94 wechselte der 19-jährige in den Profibereich, nachdem er in der Off-Season einen Vertrag im Franchise der Buffalo Sabres unterzeichnet hatte. Dieser war sowohl für die National Hockey League als auch die American Hockey League gültig. Größtenteils kam Nichol in den folgenden sechs Spielzeiten in der AHL beim Sabres-Farmteam, den Rochester Americans, zum Einsatz und entwickelte sich dort zu einem soliden Scorer mit den Zügen eines sogenannten Agitators. Die größten Erfolge in dieser Zeit waren sein Debüt für die Sabres in der NHL im Verlauf der Saison 1995/96, als er in zwei Begegnungen zum Einsatz kam, sowie der Gewinn des Calder Cups mit den Rochester Americans am Ende der gleichen Saison. Sein persönlich erfolgreichstes Jahr für die Americans absolvierte Nichol in der folgenden Spielzeit, in der er 43 Punkte in 68 Partien beisteuern konnte. Zudem kam er in der Saison 1997/98 zu weiteren drei NHL-Einsätzen für die Sabres. Nach dem Spieljahr 1999/2000, in der der Stürmer wegen einer Knieverletzung lange ausgefallen war, endete sein Engagement in der Organisation der Sabres. Der Free Agent schloss sich daraufhin für ein Jahr den Detroit Vipers aus der International Hockey League an, die zu diesem Zeitpunkt als Farmteam der Tampa Bay Lightning fungierten. Für Tampa kam Nichol jedoch nicht zum Einsatz.

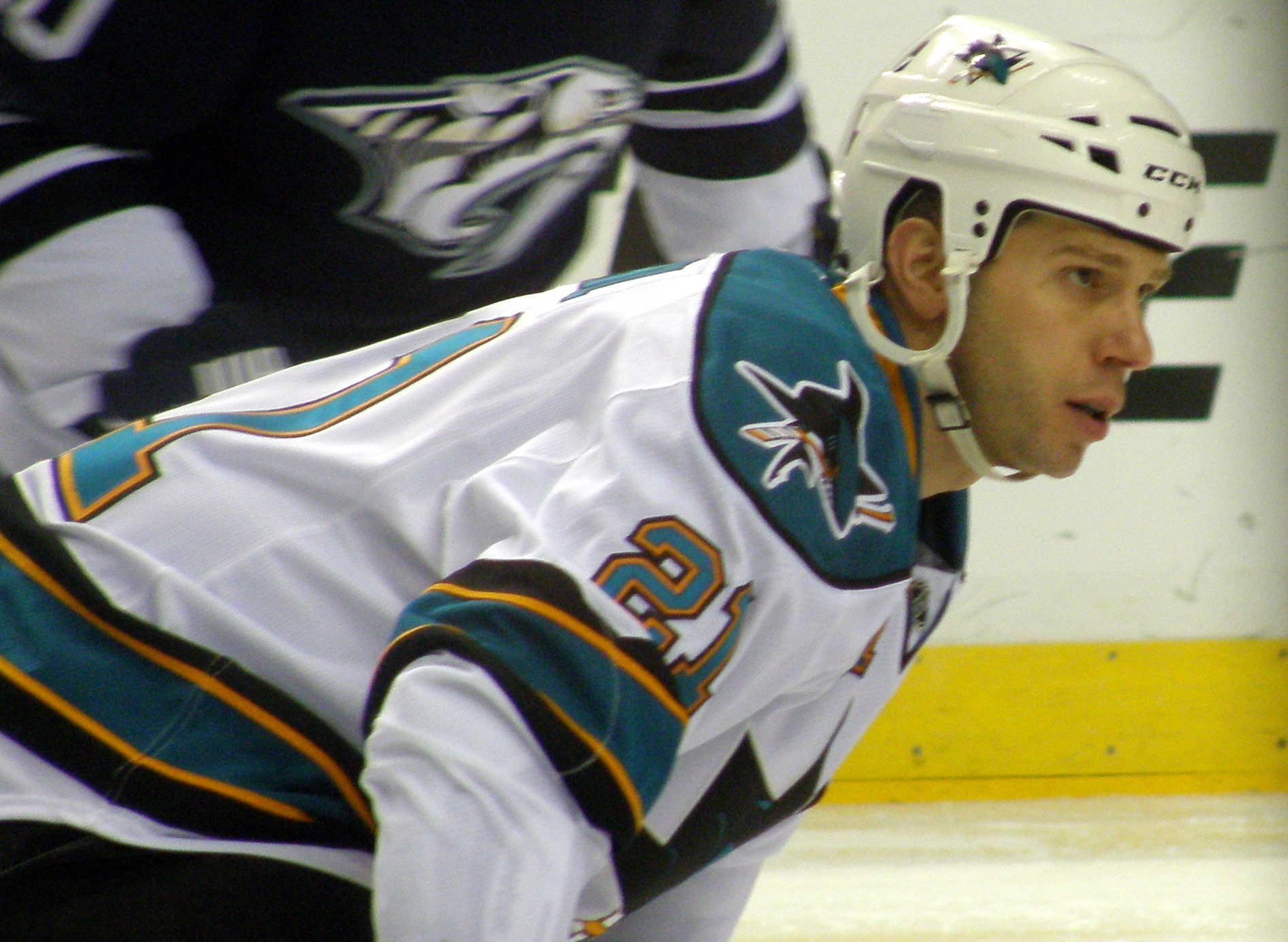
Nichol im Trikot der San Jose Sharks

Im Sommer 2001 lief der Vertrag des Kanadiers erneut aus, woraufhin er zu den Calgary Flames wechselte, bei denen er einen Zweijahresvertrag unterschrieben hatte. Bei den Flames gelang dem inzwischen 26-jährigen der Durchbruch, als er sich einen Stammplatz im NHL-Kader des Teams erarbeiten konnte. In den folgenden zwei Spielzeiten zwischen 2001 und 2003 bestritt er 128 Partien für Calgary und erreichte 27 Scorerpunkte, obwohl ihn mehrere Verletzungen immer wieder zurückgeworfen hatten. Sein Vertrag wurde im Sommer 2003 nicht verlängert und die Chicago Blackhawks sicherten sich für ein Jahr die Dienste des kleingewachsenen Centers. Auch bei den Blackhawks wusste Nichol zu überzeugen und stellte neue Karrierebestmarken in den Kategorien Spiele, Vorlagen und Punkte auf. Seine negative Plus/Minus-Bilanz zeigte – wie schon in Calgary – Schwächen im Defensivspiel aus.
Da die NHL-Saison 2004/05 wegen des Lockouts ausfiel, wechselte Nichol nach Europa, wo er am 26. Oktober 2004 einen Vertrag bei den London Racers aus der britischen Elite Ice Hockey League unterschrieben hatte. Dort traf er mit Eric Cairns auf einen weiteren NHL-Spieler. In diversen Wettbewerben auf der Insel kam der Kanadier auf insgesamt 24 Einsätze, in denen er 28 Punkte sowie 102 Strafminuten sammelte. Zur Spielzeit 2005/06 wurde der Spielbetrieb in der NHL wieder aufgenommen und die Nashville Predators sicherten sich im August 2005 die Dienste Nichols. Zunächst gehörte der Stürmer zum Stammpersonal des Teams, brach sich dann aber im November 2005 den Fuß. Er kehrte nach einer zweimonatigen Verletzungspause im Januar des folgenden Jahres zurück und spielte sechs Mal für die Milwaukee Admirals in der AHL, um Spielpraxis zu erlangen. Für Nashville reichte es zu 34 Einsätzen, nachdem er zwischenzeitlich wegen einer Kopfverletzung erneut pausieren musste. Ab der Spielzeit 2006/07 wurde er regelmäßiger eingesetzt, da er auch seltener verletzt war. Lediglich ein gebrochener Daumen zum Ende der regulären Saison ließ ihn elf Partien aussetzen. Allerdings überschattete ein Zwischenfall die Saison, da Nichol am 21. Dezember 2006 für neun Spiele suspendiert worden war, nachdem er Jaroslav Špaček, der ihn zuvor hart gecheckt hatte, als Revanche von hinten auf dem Kopf schlug. In der Folgezeit rehabilitierte sich Nichol und egalisierte in der Saison 2007/08 seine Punktausbeute aus dem Spieljahr 2003/04, als er für die Blackhawks aufgelaufen war. Zudem besserte sich auch seine Plus/Minus-Bilanz. Eine Gehirnerschütterung limitierte ihn in der Saison 2008/09 auf 43 Einsätze, nachdem er im Jahr zuvor weitestgehend verletzungsfrei geblieben war. Da sein Vertrag nach Ende der Saison auslief, verpflichteten ihn am 15. Juli 2009 die San Jose Sharks für ein Jahr.
Am 5. Juli 2011 unterzeichnete Nichol einen Kontrakt für ein Jahr bei den St. Louis Blues. Nachdem er auch die Saison 2012/13 bei den Blues gespielt hatte, gab er am 5. Juni 2013 bekannt, dass er seine aktive Laufbahn beenden werde und sich fortan seinem ehemaligen Klub, den Nashville Predators, als Director of Player Development anschließen werde. Zur Saison 2018/19 übernahm er zudem den Posten des General Managers des Farmteams Milwaukee Admirals.

## Erfolge und Auszeichnungen
- 1996 Calder-Cup-Gewinn mit den Rochester Americans

## Karrierestatistik
(Legende zur Spielerstatistik: Sp oder GP = absolvierte Spiele; T oder G = erzielte Tore; V oder A = erzielte Assists; Pkt oder Pts = erzielte Scorerpunkte; SM oder PIM = erhaltene Strafminuten; +/− = Plus/Minus-Bilanz; PP = erzielte Überzahltore; SH = erzielte Unterzahltore; GW = erzielte Siegtore; 1 Play-downs/Relegation; Kursiv: Statistik nicht vollständig)